# Midnight Run: Road Fighter 2
Midnight Run: Road Fighter 2 es la secuela de Road Fighter, lanzado en los arcades en 1995, y en la PlayStation en 1997. Aunque es diferente del Road Fighter en 2-D, el paisaje es similar a otros juegos de carreras ambientados en Japón, como Initial D Arcade Stage y Wangan Midnight, con la salvedad de que los coches no tienen licencia. El jugador también tiene una selección única de coches normales y tuneados.

## Lista de Autos
- Honda NSX
- Toyota Supra
- Mazda RX-7
- Nissan Skyline GT-R
- Porsche 911 (no jugable)
- Mercedes-Benz SL500 (no jugable)